# Kościół Matki Boskiej Różańcowej w Przydonicy
Kościół Matki Boskiej Różańcowej w Przydonicy – drewniana świątynia w Przydonicy w województwie małopolskim, w diecezji tarnowskiej. Jest jednym z zabytków na szlaku architektury drewnianej województwa małopolskiego.

## Historia
Parafia w Przydonicy powstała ok. 1358 z fundacji rodów Gerałtów i Gryfitów. W latach 1592–1606 tutejsza parafia nie posiadała duszpasterza, w 1596 administrację parafią przejął proboszcz z Podola. Niebawem Przydonica utraciła prawa parafii i popadła w zależność filialną od Podola. Dopiero w 1925 biskup tarnowski Leon Wałęga ponownie erygował w Przydonicy parafię. Obecny kościół został zbudowany w 1527 i konsekrowany około 1580. Wieża została prawdopodobnie dobudowana w XVIII w. Kościół został wpisany jest do rejestru zabytków województwa małopolskiego 29 kwietnia 1960.
Pierwotnie parafia była pod wezwaniem św. Katarzyny, obecna rzymskokatolicka parafia jest pw. Matki Bożej Różańcowej. W 1998 poświęcono plac pod budowę nowego kościoła. 13 sierpnia 2006 wmurowano kamień węgielny, (którego poświęcenia dokonał papież Jan Paweł II, podczas swego pobytu w Krośnie 10 czerwca 1997 roku), a 2 października 2011 biskup tarnowski Wiktor Skworc, dokonał konsekracji nowej świątyni.

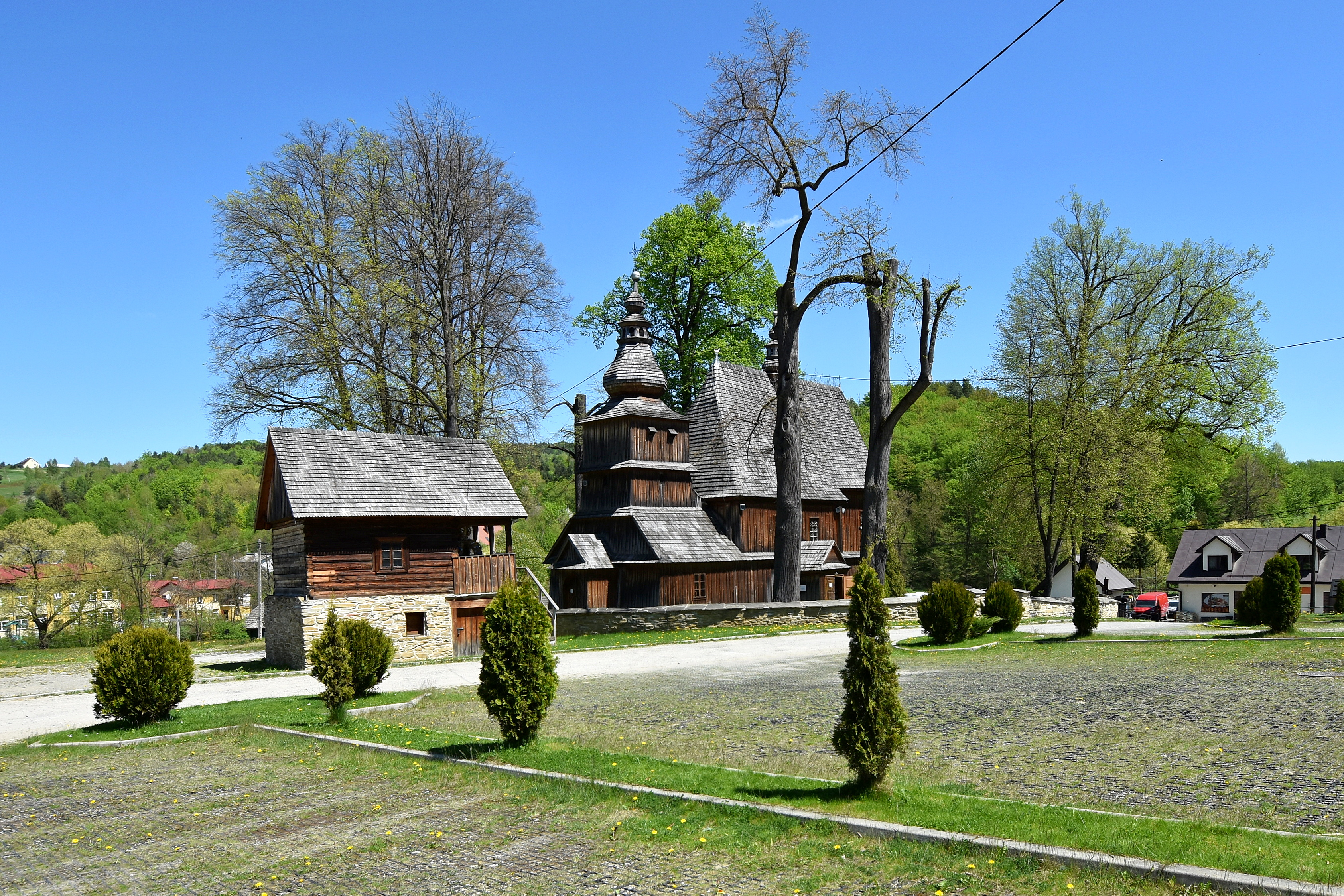
Widok ogólny
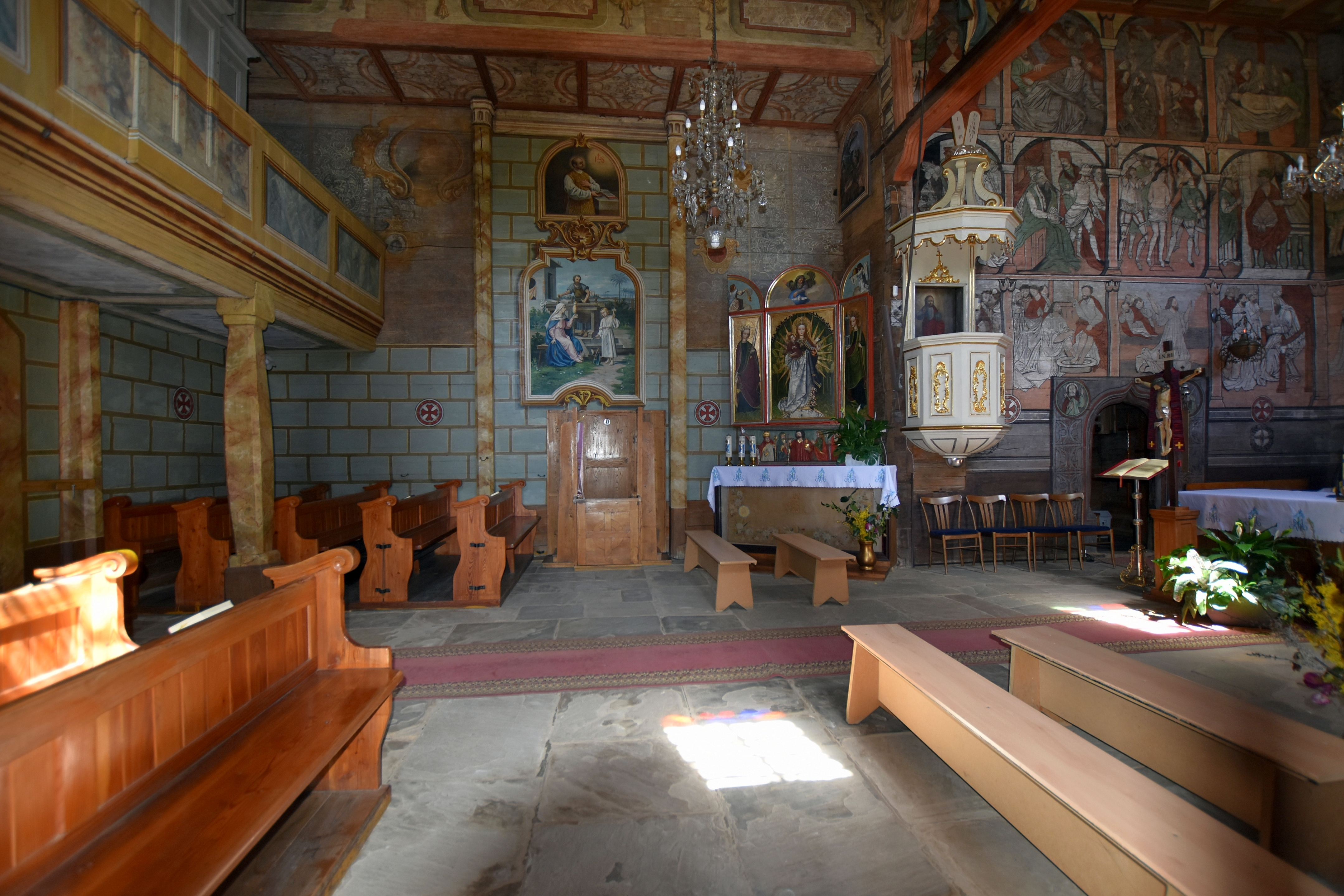
Wnętrze
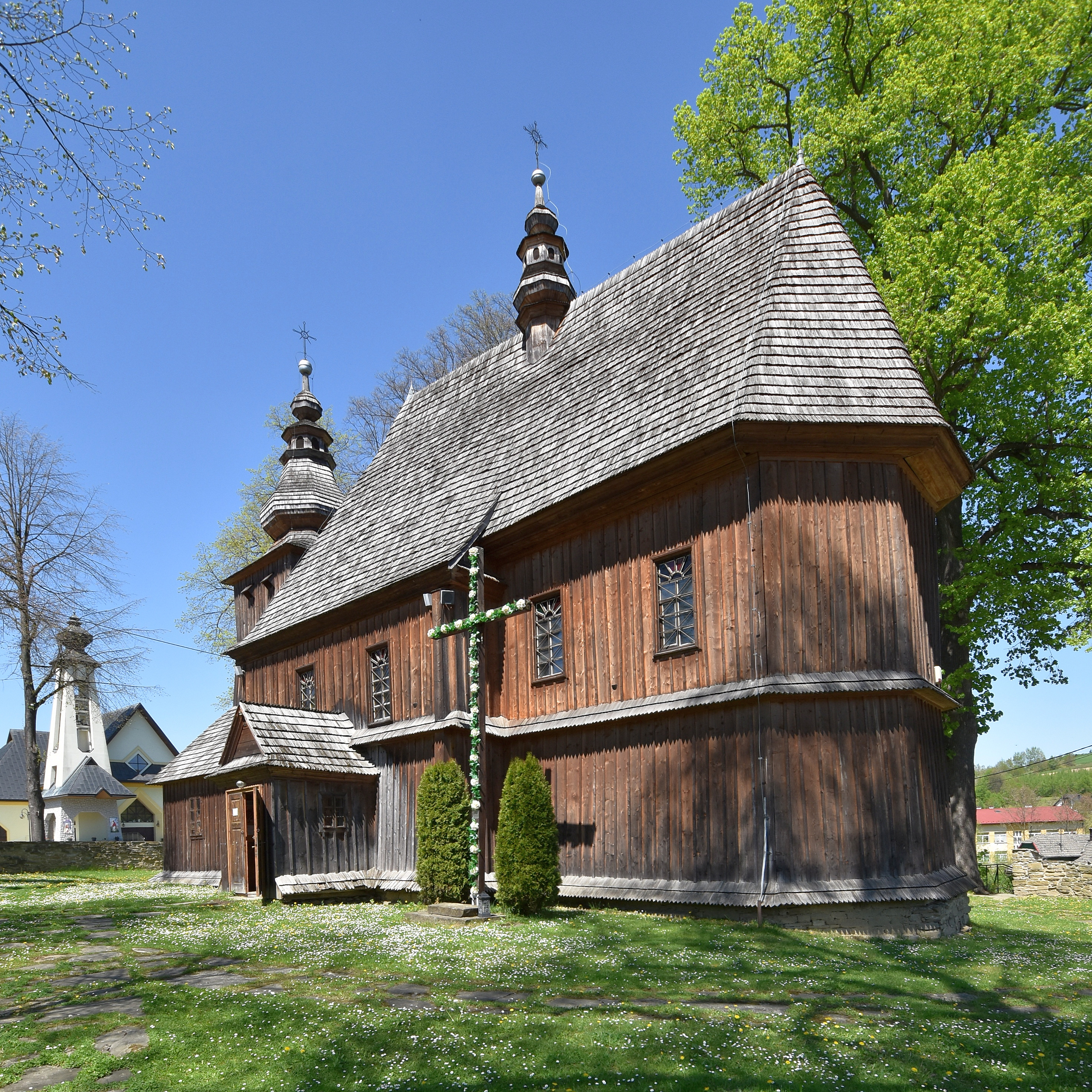
Widok od strony prezbiterium

## Architektura kościoła drewnianego
Kościół gotycki, drewniany, konstrukcji zrębowej, z barokową wieżą o konstrukcji słupowej, oszalowany. Jednonawowy z prezbiterium zamkniętym trójbocznie z zakrystią od północy. Nawa szersza z niewielką kruchtą od południa i wieżą z przedsionkiem w przyziemiu od zachodu. Wieża o ścianach pochyłych z pozorną izbicą, nakryta hełmem baniastym z latarnią. Na zewnątrz ściany kościoła przedzielone w połowie wysokości okapem. Kościół nakryty dachami dwuspadowymi, krytymi blachą o wspólnej kalenicy, z barokową wieżyczką na sygnaturkę z latarnią. Wnętrze nakryte stropem płaskim, w nawie z zaskrzynieniami. Otwór tęczy o wykroju w tzw. ośli grzbiet, w nim belka z późnogotycką Grupą Ukrzyżowania z 2. połowy XVI w.: rzeźbami Chrystusa Ukrzyżowanego, Matki Boskiej oraz św. św. Marii Magdaleny i Jana Ewangelisty. Okna również w obramieniach zamkniętych łukiem w „ośli grzbiet”. Trzy portale gotyckie: 1. od zachodu do nawy, ostrołukowy z malowaną dekoracją roślinną i kartuszami z herbami Gierałt i Gryf; 2. do nawy od południa, zamknięty motywem trójliścia; 3. do zakrystii, zamknięty łukiem w tzw. ośli grzbiet. Polichromia w prezbiterium późnorenesansowa sprzed 1596, fundacji Ostrogskich z cyklami Męki Pańskiej w półkolistych arkadach, Legendy św. Stanisława, scena Chrztu Chrystusa oraz postaciami świętych i ewangelistów. Polichromia w nawie z 1904.

### Wyposażenie wnętrza
Ołtarz główny, rokokowy z 2. połowy XVIII w., z łaskami słynącym obrazem Matki Boskiej z Dzieciątkiem, tzw. „Pocieszenia”, barokowym z XVII w., według tradycji darowanym przez króla polskiego Jana III Sobieskiego po zwycięskiej bitwie pod Wiedniem w 1683. W zwieńczeniu obraz św. Floriana z 2. połowy XVIII w. Dwa ołtarze boczne – malowane tryptyki, wysokiej klasy dzieła cechowych warsztatów małopolskich. Pierwszy od lewej gotycki z XV w., w polu głównym obraz Matki Boskiej z Dzieciątkiem przedstawionej w promienistej mandorli na tle gaju różanego (Madonna Apokaliptyczna), na awersach sceny Zwiastowania, a na rewersach św. św. Katarzyna i Barbara, w zwieńczeniach obrazy dodane w XX w., w predelli późnogotycka płaskorzeźba z XVI w., z Chrystusem Salwatorem pomiędzy Matką Boską, św. Janem Ewangelistą oraz św. św. Grzegorzem Wielkim i Hieronimem. Drugi tryptyk po prawej stronie, gotycko-renesansowy, z 1. połowy XVI w., w polu głównym obraz Matki Boskiej z Dzieciątkiem w otoczeniu św. św. Katarzyny Aleksandryjskiej i Mikołaja oraz z klęczącą postacią fundatora u dołu, na awersach sceny z legendy św. Katarzyny, a na rewersach sceny Męki Pańskiej, w zwieńczeniu św. Maria Egipcjanka, w predelli Chrystus w studni, pomiędzy Matką Boską Bolesną, św. Janem Ewangelistą i św. Barbarą. Ambona rokokowa z 2. połowy XVIII w., z obrazem Chrystusa Salwatora w zaplecku, chrzcielnica z XIX w., z fragmentami renesansowego trzonu. Na zewnątrz kościoła dawna chrzcielnica gotycka, kamienna z 1. połowy XVI w. Krucyfiks późnogotycki z 1. połowy XVI w. Dzwon odlany w 1893.